# Olly Murs/Diskografie
Diese Diskografie ist eine Übersicht über die musikalischen Werke des englischen Sängers Olly Murs. Den Quellenangaben und Schallplattenauszeichnungen zufolge hat er bisher mehr als 18,4 Millionen Tonträger verkauft, davon alleine in seiner Heimat über 14,1 Millionen. Seine erfolgreichste Veröffentlichung ist die Single Troublemaker mit über 2,8 Millionen verkauften Einheiten.

## Alben

### Studioalben
| Jahr | Titel Musiklabel                            | Höchstplatzierung, Gesamtwochen, AuszeichnungChartplatzierungen (Jahr, Titel, Musiklabel, Platzierungen, Wochen, Auszeichnungen, Anmerkungen) | Höchstplatzierung, Gesamtwochen, AuszeichnungChartplatzierungen (Jahr, Titel, Musiklabel, Platzierungen, Wochen, Auszeichnungen, Anmerkungen) | Höchstplatzierung, Gesamtwochen, AuszeichnungChartplatzierungen (Jahr, Titel, Musiklabel, Platzierungen, Wochen, Auszeichnungen, Anmerkungen) | Höchstplatzierung, Gesamtwochen, AuszeichnungChartplatzierungen (Jahr, Titel, Musiklabel, Platzierungen, Wochen, Auszeichnungen, Anmerkungen) | Höchstplatzierung, Gesamtwochen, AuszeichnungChartplatzierungen (Jahr, Titel, Musiklabel, Platzierungen, Wochen, Auszeichnungen, Anmerkungen) | Anmerkungen                                                   |
| Jahr | Titel Musiklabel                            | DE | AT | CH | UK | US | Anmerkungen                                                   |
| ---- | ------------------------------------------- | --- | --- | --- | --- | --- | ------------------------------------------------------------- |
| 2010 | Olly Murs Epic Records (Sony)               | — | — | — | UK2 ×2Doppelplatin · (76 Wo.)UK | — | Erstveröffentlichung: 26. November 2010 Verkäufe: + 830.000   |
| 2011 | In Case You Didn’t Know Epic Records (Sony) | DE18 (6 Wo.)DE | AT68 (1 Wo.)AT | CH19 (13 Wo.)CH | UK1 ×3Dreifachplatin · (80 Wo.)UK | — | Erstveröffentlichung: 25. November 2011 Verkäufe: + 1.136.000 |
| 2012 | Right Place Right Time Epic Records (Sony)  | DE22 Gold · (27 Wo.)DE | AT5 Gold · (24 Wo.)AT | CH6 Gold · (19 Wo.)CH | UK1 ×5Fünffachplatin · (82 Wo.)UK | US19 (5 Wo.)US | Erstveröffentlichung: 26. November 2012 Verkäufe: + 1.750.000 |
| 2014 | Never Been Better Epic Records (Sony)       | DE38 (5 Wo.)DE | AT40 (1 Wo.)AT | CH20 (9 Wo.)CH | UK1 ×3Dreifachplatin · (51 Wo.)UK | US42 (1 Wo.)US | Erstveröffentlichung: 21. November 2014 Verkäufe: + 1.190.000 |
| 2016 | 24 Hrs RCA Records (Sony)                   | DE41 (1 Wo.)DE | AT72 (1 Wo.)AT | CH32 (5 Wo.)CH | UK1 Platin · (22 Wo.)UK | — | Erstveröffentlichung: 11. November 2016 Verkäufe: + 500.000   |
| 2018 | You Know I Know RCA Records (Sony)          | DE75 (1 Wo.)DE | — | CH56 (1 Wo.)CH | UK2 Platin · (34 Wo.)UK | — | Erstveröffentlichung: 9. November 2018 Verkäufe: + 305.000    |
| 2022 | Marry Me EMI Music (UMG)                    | — | — | — | UK1 (4 Wo.)UK | — | Erstveröffentlichung: 2. Dezember 2022                        |

### EPs
- 2012: iTunes Festival: London 2012
- 2014: Unwrapped
- 2016: 24 Hrs (Acoustic)
- 2019: Remixes 1
- 2019: Remixes 2

## Singles

### Als Leadmusiker
| Jahr | Titel Album                                     | Höchstplatzierung, Gesamtwochen, AuszeichnungChartplatzierungen (Jahr, Titel, Album, Platzierungen, Wochen, Auszeichnungen, Anmerkungen) | Höchstplatzierung, Gesamtwochen, AuszeichnungChartplatzierungen (Jahr, Titel, Album, Platzierungen, Wochen, Auszeichnungen, Anmerkungen) | Höchstplatzierung, Gesamtwochen, AuszeichnungChartplatzierungen (Jahr, Titel, Album, Platzierungen, Wochen, Auszeichnungen, Anmerkungen) | Höchstplatzierung, Gesamtwochen, AuszeichnungChartplatzierungen (Jahr, Titel, Album, Platzierungen, Wochen, Auszeichnungen, Anmerkungen) | Höchstplatzierung, Gesamtwochen, AuszeichnungChartplatzierungen (Jahr, Titel, Album, Platzierungen, Wochen, Auszeichnungen, Anmerkungen) | Anmerkungen                                                             |
| Jahr | Titel Album                                     | DE | AT | CH | UK | US | Anmerkungen                                                             |
| --- | ----------------------------------------------- | --- | --- | --- | --- | --- | ----------------------------------------------------------------------- |
| 2010 | Please Don’t Let Me Go Olly Murs                | — | — | — | UK1 Gold · (21 Wo.)UK | — | Erstveröffentlichung: 27. August 2010                                   |
| 2010 | Thinking of Me Olly Murs                        | — | — | — | UK4 Gold · (17 Wo.)UK | — | Erstveröffentlichung: 19. November 2010                                 |
| 2011 | Heart on My Sleeve Olly Murs                    | — | — | — | UK20 (7 Wo.)UK | — | Erstveröffentlichung: 4. März 2011                                      |
| 2011 | Busy Olly Murs                                  | — | — | — | UK45 (11 Wo.)UK | — | Erstveröffentlichung: 27. Mai 2011                                      |
| 2011 | Heart Skips a Beat In Case You Didn’t Know      | DE1 ×3Dreifachgold · (28 Wo.)DE | AT6 Gold · (29 Wo.)AT | CH1 ×2Doppelplatin · (29 Wo.)CH | UK1 Platin · (33 Wo.)UK | US96* (2 Wo.)US | Erstveröffentlichung: 19. August 2011 feat. Rizzle Kicks / *Chiddy Bang |
| 2011 | Dance with Me Tonight In Case You Didn’t Know   | — | AT65 (1 Wo.)AT | — | UK1 ×3Dreifachplatin · (36 Wo.)UK | — | Erstveröffentlichung: 20. November 2011                                 |
| 2012 | Oh My Goodness In Case You Didn’t Know          | DE24 (12 Wo.)DE | AT27 (11 Wo.)AT | — | UK13 Silber · (13 Wo.)UK | — | Erstveröffentlichung: 1. April 2012                                     |
| 2012 | Troublemaker Right Place Right Time             | DE2 Gold · (21 Wo.)DE | AT3 Gold · (19 Wo.)AT | CH8 Gold · (21 Wo.)CH | UK1 ×2Doppelplatin · (35 Wo.)UK | US25 Platin · (20 Wo.)US | Erstveröffentlichung: 18. November 2012 feat. Flo Rida                  |
| 2013 | Army of Two Right Place Right Time              | DE96 (1 Wo.)DE | AT27 (10 Wo.)AT | — | UK12 Silber · (19 Wo.)UK | — | Erstveröffentlichung: 10. März 2013                                     |
| 2013 | Dear Darlin’ Right Place Right Time             | DE2 Platin · (36 Wo.)DE | AT1 Gold · (26 Wo.)AT | CH5 Platin · (24 Wo.)CH | UK5 Platin · (38 Wo.)UK | — | Erstveröffentlichung: 26. Mai 2013                                      |
| 2013 | Right Place Right Time                          | DE53 (8 Wo.)DE | AT65 (2 Wo.)AT | — | UK27 (7 Wo.)UK | — | Erstveröffentlichung: 23. August 2013                                   |
| 2013 | Hand on Heart Right Place Right Time            | — | — | — | UK25 (5 Wo.)UK | — | Erstveröffentlichung: 24. November 2013                                 |
| 2014 | Wrapped Up Never Been Better                    | DE11 Gold · (22 Wo.)DE | AT21 (17 Wo.)AT | CH18 (13 Wo.)CH | UK3 Platin · (20 Wo.)UK | — | Erstveröffentlichung: 7. Oktober 2014 feat. Travie McCoy                |
| 2014 | Up Never Been Better                            | DE17 Gold · (28 Wo.)DE | AT6 (20 Wo.)AT | CH28 (20 Wo.)CH | UK4 ×2Doppelplatin · (36 Wo.)UK | — | Erstveröffentlichung: 23. Dezember 2014 feat. Demi Lovato               |
| 2015 | Seasons Never Been Better                       | — | — | — | UK34 (7 Wo.)UK | — | Erstveröffentlichung: 27. März 2015                                     |
| 2015 | Beautiful to Me Never Been Better               | — | — | — | UK93 (1 Wo.)UK | — | Erstveröffentlichung: 5. Mai 2015                                       |
| 2015 | Kiss Me Never Been Better: Special Edition      | — | — | — | UK11 Platin · (25 Wo.)UK | — | Erstveröffentlichung: 9. Oktober 2015                                   |
| 2015 | Stevie Knows Never Been Better: Special Edition | — | — | — | — | — | Erstveröffentlichung: 14. Dezember 2015                                 |
| 2016 | You Don’t Know Love 24 Hrs                      | DE76 (5 Wo.)DE | AT57 (5 Wo.)AT | CH90 (3 Wo.)CH | UK15 Platin · (22 Wo.)UK | — | Erstveröffentlichung: 8. Juli 2016                                      |
| 2016 | Grow Up 24 Hrs                                  | DE94 (2 Wo.)DE | — | — | UK25 Silber · (9 Wo.)UK | — | Erstveröffentlichung: 7. Oktober 2016                                   |
| 2016 | Years & Years 24 Hrs                            | — | — | — | UK83 (1 Wo.)UK | — | Erstveröffentlichung: 9. Dezember 2016                                  |
| 2017 | Unpredictable 24 Hrs                            | — | — | — | UK32 Gold · (11 Wo.)UK | — | Erstveröffentlichung: 31. Mai 2017 feat. Louisa Johnson                 |
| 2018 | Moves You Know I Know                           | — | — | — | UK46 Silber · (9 Wo.)UK | — | Erstveröffentlichung: 28. September 2018 feat. Snoop Dogg               |
| 2018 | Excuses (Kia Love Remix) Remixes 1              | — | — | — | — | — | Erstveröffentlichung: 14. Dezember 2018                                 |
| 2019 | Feel the Same (Billy Da Kid Remix) Remixes 1    | — | — | — | — | — | Erstveröffentlichung: 12. April 2019                                    |
| 2019 | That Girl (CORSAK Remix) Remixes 2              | — | — | — | — | — | Erstveröffentlichung: 31. Mai 2019 mit Liu Yu Ning                      |
| 2022 | Die of a Broken Heart Marry Me                  | — | — | — | — | — | Erstveröffentlichung: 7. Oktober 2022                                   |
| 2022 | I Hate You When You’re Drunk Marry Me           | — | — | — | — | — | Erstveröffentlichung: 25. November 2022                                 |
| 2025 | Save Me –                                       | — | — | — | — | — | Erstveröffentlichung: 25. Juli 2025                                     |
| Folgende Lieder erschienen nicht als Single, wurden aber durch das Album zum Download und Streaming bereitgestellt und konnten somit eine Platzierung erlangen: |                                                 | | | | | |                                                                         |
| |                                                 | | | | | |                                                                         |
| 2010 | This One’s for the Girls –                      | — | — | — | UK69 (1 Wo.)UK | — | Charteinstieg: 11. September 2010 B-Seite von Please Don’t Let Me Go    |
| 2014 | Never Been Better                               | — | — | — | UK80 (1 Wo.)UK | — | Charteinstieg: 8. November 2014                                         |

### Als Gastmusiker
| Jahr | Titel Album                           | Höchstplatzierung, Gesamtwochen, AuszeichnungChartplatzierungen (Jahr, Titel, Album, Platzierungen, Wochen, Auszeichnungen, Anmerkungen) | Höchstplatzierung, Gesamtwochen, AuszeichnungChartplatzierungen (Jahr, Titel, Album, Platzierungen, Wochen, Auszeichnungen, Anmerkungen) | Höchstplatzierung, Gesamtwochen, AuszeichnungChartplatzierungen (Jahr, Titel, Album, Platzierungen, Wochen, Auszeichnungen, Anmerkungen) | Höchstplatzierung, Gesamtwochen, AuszeichnungChartplatzierungen (Jahr, Titel, Album, Platzierungen, Wochen, Auszeichnungen, Anmerkungen) | Höchstplatzierung, Gesamtwochen, AuszeichnungChartplatzierungen (Jahr, Titel, Album, Platzierungen, Wochen, Auszeichnungen, Anmerkungen) | Anmerkungen                                                                           |
| Jahr | Titel Album                           | DE | AT | CH | UK | US | Anmerkungen                                                                           |
| --- | ------------------------------------- | --- | --- | --- | --- | --- | ------------------------------------------------------------------------------------- |
| 2009 | You Are Not Alone –                   | — | — | — | UK1 Gold · (7 Wo.)UK | — | Erstveröffentlichung: 15. November 2009 mit den X Factor Finalisten 2009              |
| 2013 | Inner Ninja –                         | — | — | — | — | — | Erstveröffentlichung: 11. November 2013 Classified feat. Olly Murs                    |
| 2014 | Do They Know It’s Christmas? –        | DE2 Gold · (15 Wo.)DE | AT5 (9 Wo.)AT | CH5 (7 Wo.)CH | UK1 Platin · (6 Wo.)UK | US63 (1 Wo.)US | Erstveröffentlichung: 17. November 2014 Verkäufe: + 751.000; als Teil von Band Aid 30 |
| 2017 | More Mess –                           | — | — | — | — | — | Erstveröffentlichung: 4. August 2017 Kungs feat. Olly Murs & Coely                    |
| Folgende Lieder erschienen nicht als Single, wurden aber durch das Album zum Download und Streaming bereitgestellt und konnten somit eine Platzierung erlangen: |                                       | | | | | |                                                                                       |
| |                                       | | | | | |                                                                                       |
| 2013 | I Wan’na Be Like You Swings Both Ways | DE85 (1 Wo.)DE | AT55 (1 Wo.)AT | — | UK78 (3 Wo.)UK | — | Charteinstieg: 30. November 2013 Robbie Williams feat. Olly Murs                      |

## Statistik

### Chartauswertung
|                     | DE    | AT    | CH    | UK    | US    |
| ------------------- | ----- | ----- | ----- | ----- | ----- |
| Nummer-eins-Alben   | DE—DE | AT—AT | CH—CH | UK5UK | US—US |
| Top-10-Alben        | DE—DE | AT1AT | CH1CH | UK7UK | US—US |
| Alben in den Charts | DE5DE | AT4AT | CH5CH | UK7UK | US2US |

|                       | DE     | AT     | CH    | UK     | US    |
| --------------------- | ------ | ------ | ----- | ------ | ----- |
| Nummer-eins-Singles   | DE1DE  | AT1AT  | CH1CH | UK6UK  | US—US |
| Top-10-Singles        | DE4DE  | AT5AT  | CH4CH | UK10UK | US—US |
| Singles in den Charts | DE12DE | AT12AT | CH7CH | UK27UK | US3US |

### Auszeichnungen für Musikverkäufe
| Goldene Schallplatte - Australien - 2013: für das Album Right Place Right Time - 2014: für die Single Wrapped Up - 2016: für die Single Dance With Me Tonight - Dänemark - 2014: für das Streaming Dear Darlin’ - 2015: für die Single Wrapped Up - 2023: für die Single Dance with Me Tonight - 2024: für die Single Up - Italien - 2013: für die Single Troublemaker - 2018: für die Single Do They Know It’s Christmas? - Mexiko - 2013: für die Single Troublemaker - Neuseeland - 2013: für die Single Army of Two - 2014: für die Single Dear Darlin’ - Schweden - 2014: für die Single Dear Darlin’ - 2016: für die Single You Don’t Know Love - Singapur - 2020: für das Album You Know I Know - Spanien - 2024: für die Single Troublemaker | Platin-Schallplatte - Australien - 2013: für die Single Army of Two - Irland - 2012: für das Album Right Place Right Time - Italien - 2015: für die Single Up - Neuseeland - 2024: für das Album Right Place Right Time - Niederlande - 2015: für die Single Wrapped Up - Schweden - 2013: für die Single Troublemaker - 2015: für die Single Wrapped Up | 2× Platin-Schallplatte - Australien - 2013: für die Single Dear Darlin’ - 2016: für die Single Up - Dänemark - 2013: für das Streaming Troublemaker - Irland - 2011: für das Album In Case You Didn’t Know - Kanada - 2013: für die Single Troublemaker - Neuseeland - 2015: für die Single Troublemaker - 2024: für die Single Up 4× Platin-Schallplatte - Australien - 2016: für die Single Troublemaker |

Anmerkung: Auszeichnungen in Ländern aus den Charttabellen bzw. Chartboxen sind in ebendiesen zu finden.
| Land/RegionAuszeichnungen für Musikverkäufe (Land/Region, Auszeichnungen, Verkäufe, Quellen) | Silber     | Gold       | Platin       | Verkäufe   | Quellen              |
| -------------------------------------------------------------------------------------------- | ---------- | ---------- | ------------ | ---------- | -------------------- |
| Australien (ARIA)                                                                            | —          | 3× Gold3   | 9× Platin9   | 735.000    | aria.com.au          |
| Dänemark (IFPI)                                                                              | —          | 4× Gold4   | 2× Platin2   | 120.000    | ifpi.dk              |
| Deutschland (BVMI)                                                                           | —          | 6× Gold6   | 2× Platin2   | 1.600.000  | musikindustrie.de    |
| Irland (IRMA)                                                                                | —          | —          | 3× Platin3   | 45.000     | irishcharts.ie       |
| Italien (FIMI)                                                                               | —          | 2× Gold2   | Platin1      | 90.000     | fimi.it              |
| Kanada (MC)                                                                                  | —          | —          | 2× Platin2   | 160.000    | musiccanada.com      |
| Mexiko (AMPROFON)                                                                            | —          | Gold1      | —            | 30.000     | amprofon.com.mx      |
| Neuseeland (RMNZ)                                                                            | —          | 2× Gold2   | 5× Platin5   | 120.000    | radioscope.co.nz NZ2 |
| Niederlande (NVPI)                                                                           | —          | —          | Platin1      | 30.000     | nvpi.nl              |
| Österreich (IFPI)                                                                            | —          | 4× Gold4   | —            | 55.000     | ifpi.at              |
| Schweden (IFPI)                                                                              | —          | 2× Gold2   | 2× Platin2   | 120.000    | sverigetopplistan.se |
| Schweiz (IFPI)                                                                               | —          | 2× Gold2   | 3× Platin3   | 120.000    | hitparade.ch         |
| Spanien (Promusicae)                                                                         | —          | Gold1      | —            | 30.000     | elportaldemusica.es  |
| Singapur (RIAS)                                                                              | —          | Gold1      | —            | 5.000      | rias.org.sg          |
| Vereinigte Staaten (RIAA)                                                                    | —          | —          | Platin1      | 1.000.000  | riaa.com             |
| Vereinigtes Königreich (BPI)                                                                 | 4× Silber4 | 4× Gold4   | 27× Platin27 | 14.226.000 | bpi.co.uk            |
| Insgesamt                                                                                    | 4× Silber4 | 32× Gold32 | 58× Platin58 |            |                      |